# Alessandro Albanese
Alessandro Albanese (Liegi, 12 gennaio 2000) è un calciatore belga, centrocampista del RFC Liegi.

## Carriera

### Club
Ha giocato nella prima divisione belga ed in quella finlandese.

### Nazionale
Ha giocato nelle nazionali giovanili belghe Under-16 ed Under-17.

## Statistiche

### Presenze e reti nei club
Statistiche aggiornate al 21 gennaio 2022.
| Stagione                | Squadra                 | Campionato              | Campionato | Campionato | Coppe nazionali | Coppe nazionali | Coppe nazionali | Coppe continentali | Coppe continentali | Coppe continentali | Altre coppe | Altre coppe | Altre coppe | Totale | Totale |
| Stagione                | Squadra                 | Comp                    | Pres       | Reti       | Comp            | Pres            | Reti            | Comp               | Pres               | Reti               | Comp        | Pres        | Reti        | Pres   | Reti   |
| ----------------------- | ----------------------- | ----------------------- | ---------- | ---------- | --------------- | --------------- | --------------- | ------------------ | ------------------ | ------------------ | ----------- | ----------- | ----------- | ------ | ------ |
| 2020-2021               | Waasland-Beveren        | D1                      | 23+1       | 1          | CB              | 2               | 0               | -                  | -                  | -                  | -           | -           | -           | 26     | 1      |
| 2021-gen. 2022          | Waasland-Beveren        | D2                      | 4          | 0          | CB              | 1               | 0               | -                  | -                  | -                  | -           | -           | -           | 5      | 0      |
| Totale Waasland-Beveren | Totale Waasland-Beveren | Totale Waasland-Beveren | 27+1       | 1          |                 | 3               | 0               |                    | -                  | -                  |             | -           | -           | 31     | 1      |
| gen.-giu. 2022          | Ostenda                 | D1                      | 1          | 0          | CB              | 0               | 0               | -                  | -                  | -                  | -           | -           | -           | 1      | 0      |
| Totale carriera         | Totale carriera         | Totale carriera         | 28+1       | 1          |                 | 3               | 0               |                    | -                  | -                  |             | -           | -           | 32     | 1      |